# Charlie McKee
Charles McKee (14 marzo 1962) è un ex velista statunitense.
È fratello del velista Jonathan McKee.

## Palmarès

### Olimpiadi
- 2 medaglie:
  - 2 bronzi (Seul 1988 nella classe 470; Sydney 2000 nella classe 49er)